# Tréfumel
Tréfumel [tʁefymɛl] est une commune française située dans le département des Côtes-d'Armor, en région Bretagne.
Origine du nom : de l'ancien breton tref, quartier, puis trève, et de l'anthroponyme Armel.
En 1995, la commune a obtenu le Label « Communes du Patrimoine Rural de Bretagne » pour la richesse de son patrimoine architectural et paysager.[réf. nécessaire]

## Géographie
Commune située entre deux fleuves.
|             | Saint-Juvat |          |
| Saint-Maden | Tréfumel    | Le Quiou |
|             | Plouasne    |          |

### Hydrographie
Pour un article plus général, voir Réseau hydrographique des Côtes-d'Armor.
La commune est située dans le bassin Loire-Bretagne. Elle est drainée par la Rance et un autre petit cours d'eau,.
La Rance, d'une longueur de 104 km, prend sa source dans la commune du Mené et se jette  dans la Manche entre Dinard et Saint-Malo, après avoir traversé 28 communes. 

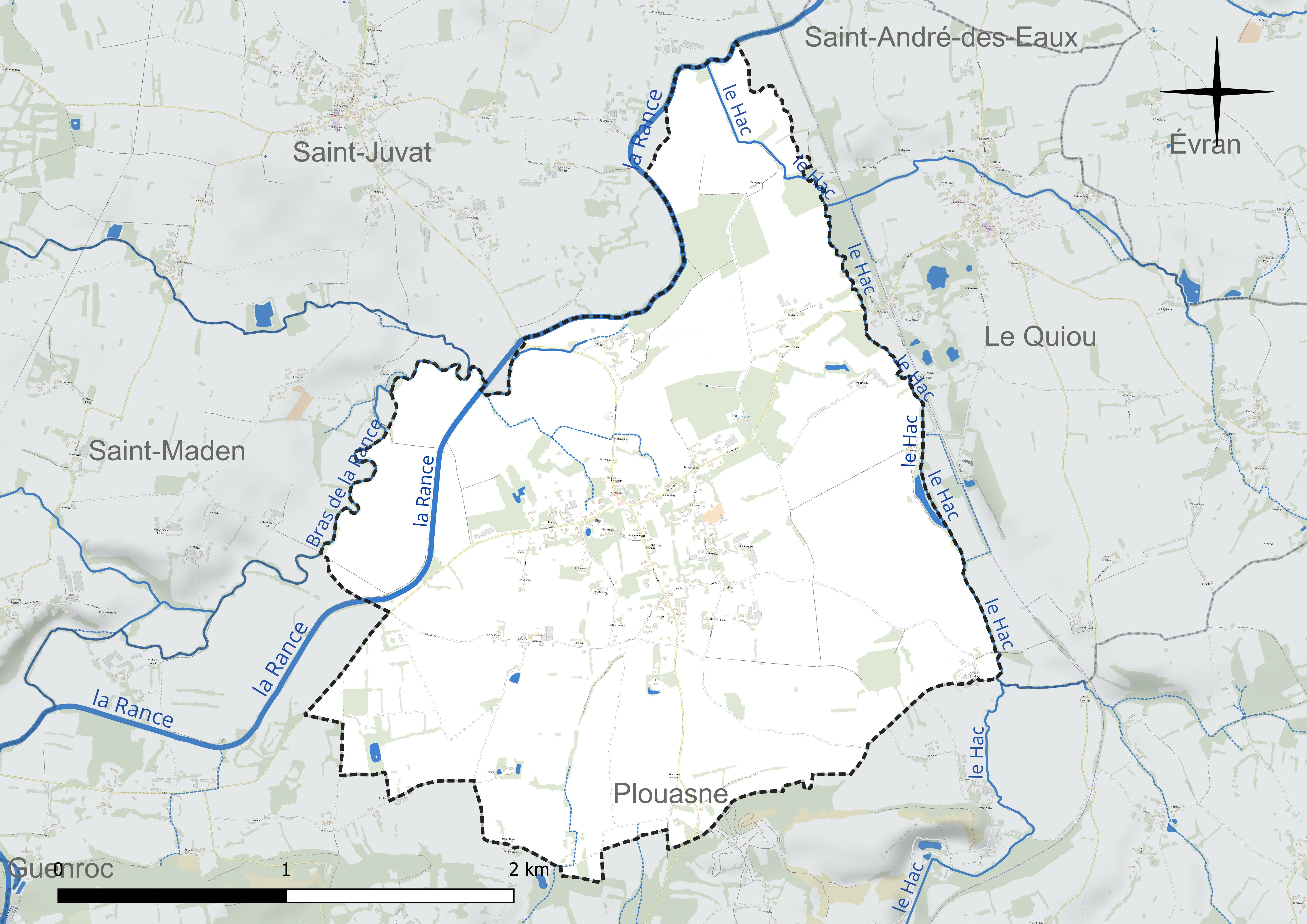
Réseau hydrographique de Tréfumel.

### Climat
Pour des articles plus généraux, voir Climat de la Bretagne et Climat des Côtes-d'Armor.
En 2010, le climat de la commune est de type climat océanique franc, selon une étude du CNRS s'appuyant sur une série de données couvrant la période 1971-2000. En 2020, Météo-France publie une typologie des climats de la France métropolitaine dans laquelle la commune est exposée à un climat océanique et est dans la région climatique Bretagne orientale et méridionale, Pays nantais, Vendée, caractérisée par une faible pluviométrie en été et une bonne insolation. Parallèlement l'observatoire de l'environnement en Bretagne publie en 2020 un zonage climatique de la région Bretagne, s'appuyant sur des données de Météo-France de 2009. La commune est, selon ce zonage, dans la zone « Intérieur Est », avec des hivers frais, des étés chauds et des pluies modérées).
Pour la période 1971-2000, la température annuelle moyenne est de 11,5 °C, avec une amplitude thermique annuelle de 12,1 °C. Le cumul annuel moyen de précipitations est de 705 mm, avec 12,2 jours de précipitations en janvier et 6 jours en juillet. Pour la période 1991-2020, la température moyenne annuelle observée sur la station météorologique la plus proche, située sur la commune du Quiou à 2 km à vol d'oiseau, est de 11,6 °C et le cumul annuel moyen de précipitations est de 757,4 mm,. Pour l'avenir, les paramètres climatiques de la commune estimés pour 2050 selon différents scénarios d’émission de gaz à effet de serre sont consultables sur un site dédié publié par Météo-France en novembre 2022.

## Urbanisme

### Typologie
Au 1er janvier 2024, Tréfumel est catégorisée commune rurale à habitat dispersé, selon la nouvelle grille communale de densité à 7 niveaux définie par l'Insee en 2022.
Elle est située hors unité urbaine. Par ailleurs la commune fait partie de l'aire d'attraction de Dinan, dont elle est une commune de la couronne,. Cette aire, qui regroupe 25 communes, est catégorisée dans les aires de moins de 50 000 habitants,.

### Occupation des sols
L'occupation des sols de la commune, telle qu'elle ressort de la base de données européenne d’occupation biophysique des sols Corine Land Cover (CLC), est marquée par l'importance des territoires agricoles (91,1 % en 2018), une proportion sensiblement équivalente à celle de 1990 (91,6 %). La répartition détaillée en 2018 est la suivante :
terres arables (74,8 %), zones agricoles hétérogènes (16,3 %), zones urbanisées (8,9 %). L'évolution de l’occupation des sols de la commune et de ses infrastructures peut être observée sur les différentes représentations cartographiques du territoire : la carte de Cassini (XVIIIe siècle), la carte d'état-major (1820-1866) et les cartes ou photos aériennes de l'IGN pour la période actuelle (1950 à aujourd'hui).

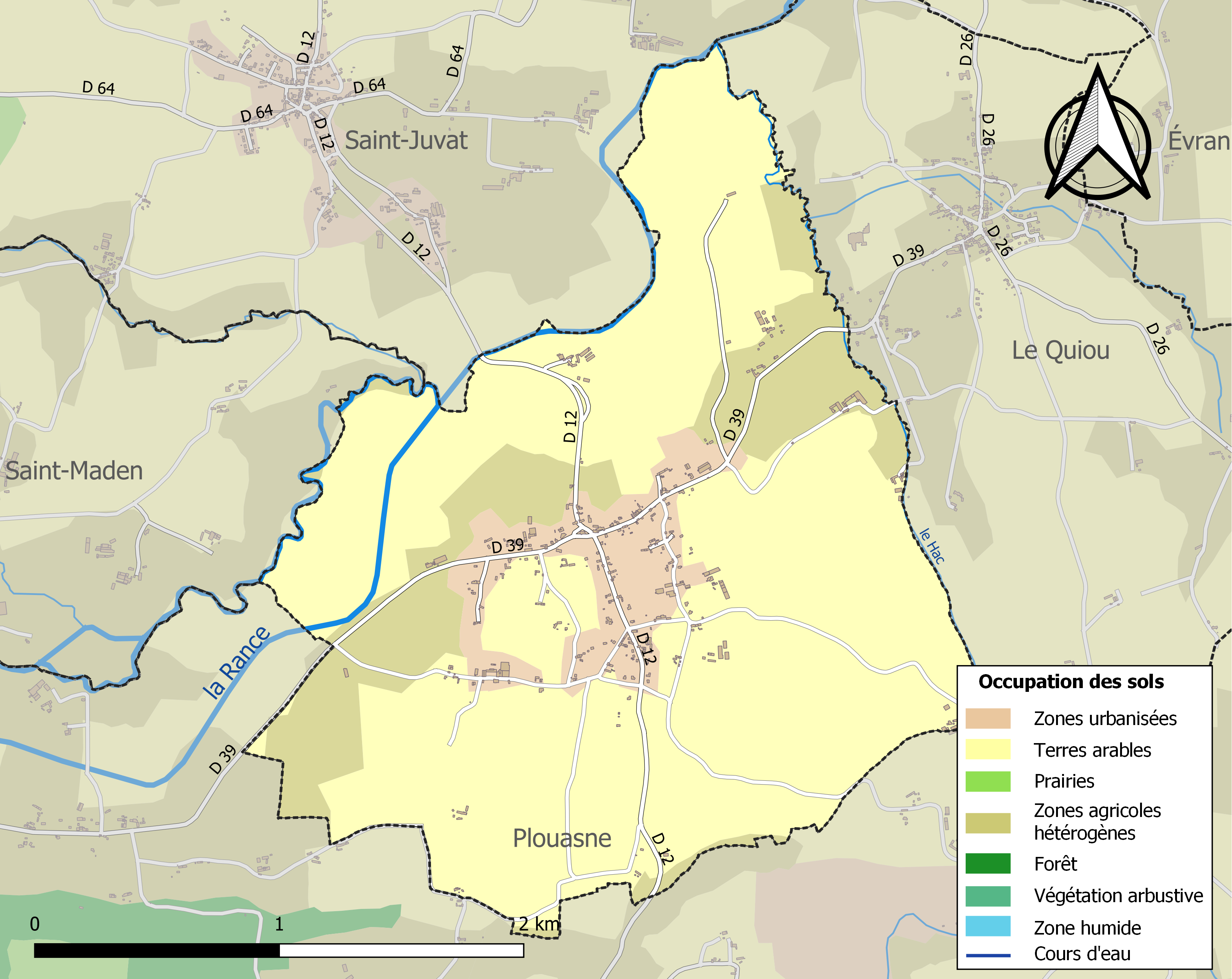
Carte des infrastructures et de l'occupation des sols de la commune en 2018 (CLC).

## Toponymie
Le nom de la localité est attesté sous les formes Trefermel à la fin du XIe siècle, Parochia de Trefermel en 1187, Trefemel vers 1330, Treffemel en 1405, Treffumel au XVe siècle et en 1592, Trefumel en 1557.
Tréfumel vient du breton trev (« quartier, trève, village »), et du vieux-breton Fermael (nom d'homme) signifiant « la  trève de Fermael ».

## Histoire
De l'époque du Miocène, quand la mer des Faluns recouvrait tout le territoire de l'Anjou, du Blésois et isolait l'actuelle péninsule armoricaine du continent en s'étendant jusqu'en Touraine, Tréfumel a gardé de nombreux gisements sablonneux encore exploités.

### Le Moyen Âge
Entre le Ve et le XIIe siècle, Tréfumel appartenait à la paroisse de Plouasne et son église fut construite au XIe siècle.
En 1187, le finage de Tréfumel, c'est-à-dire les nouvelles limites de sa circonscription juridique, attestent son indépendance.

### L'Époque moderne
La ville connaît une grande prospérité au XVIIe, grâce à la culture et au commerce du lin. Le témoignages de cette vitalité sont les demeures, à l'ornementation raffinée, construites à cette époque.
En 1750, le dernier greffier aux États de Bretagne, Gilles François de la Bintinaye, fit reconstruire le château de La Rivière-Bintinaye au centre du bourg de Tréfumel.
Après la Révolution, et jusqu'au Premier Empire, Tréfumel devint chef-lieu de canton, regroupant plusieurs communes, dont Guenroc, Guitté, Plouasne, Saint-Juvat, Saint-Maden et Trévron.
Démantelé, l'ancien chef-lieu redevenu commune se rattache au canton d'Evran. À cette occasion, le régiment de gendarmerie, premier de la région, qui occupait le château de la Rivière-Bintinaye, fut également transféré dans le bourg d'Evran.
Source : FLOHIC - Éditions

### LeXXesiècle

#### Les guerres duXXesiècle
Le monument aux morts porte les noms des 19 soldats morts pour la Patrie :
- 18 sont morts durant la Première Guerre mondiale ;
- 1 est mort durant la Seconde Guerre mondiale.

## Politique et administration
| Période                                  | Période                   | Identité       | Étiquette    | Qualité |
| ---------------------------------------- | ------------------------- | -------------- | ------------ | --- |
| Les données manquantes sont à compléter. |                           |                |              | |
| avant 1948                               | 11 octobre 1966 (décès)   | Jean Cathou    |              | Notaire honoraire |
| 27 novembre 1966                         | 20 mars 1983              | Jean Lebranchu |              | Instituteur puis professeur agricole, ancien résistant FFI Chevalier de la Légion d'honneur                                    |
| 20 mars 1983                             | 28 novembre 2015 (décès)  | Francis Reynes | RPR puis DVD | Retraité de l'enseignement supérieur Conseiller général d'Évran (1992 → 1998) Président de la CC du Pays d'Évran (1997 → 2013) |
| 30 janvier 2016                          | En cours (au 23 mai 2020) | Françoise Hédé | DVD          | Retraitée, ancienne adjointe au maire Réélu pour le mandat 2020-2026                                                           |

## Démographie
L'évolution du nombre d'habitants est connue à travers les recensements de la population effectués dans la commune depuis 1793. Pour les communes de moins de 10 000 habitants, une enquête de recensement portant sur toute la population est réalisée tous les cinq ans, les populations de référence des années intermédiaires étant quant à elles estimées par interpolation ou extrapolation. Pour la commune, le premier recensement exhaustif entrant dans le cadre du nouveau dispositif a été réalisé en 2008.

En 2022, la commune comptait 279 habitants, en évolution de +1,45 % par rapport à 2016 (Côtes-d'Armor : +1,78 %, France hors Mayotte : +2,11 %).
| 1793 | 1800 | 1806 | 1821 | 1831 | 1836 | 1841 | 1846 | 1851 |
| ---- | ---- | ---- | ---- | ---- | ---- | ---- | ---- | ---- |
| 478  | 450  | 483  | 485  | 463  | 461  | 436  | 420  | 387  |

| 1856 | 1861 | 1866 | 1872 | 1876 | 1881 | 1886 | 1891 | 1896 |
| ---- | ---- | ---- | ---- | ---- | ---- | ---- | ---- | ---- |
| 375  | 410  | 459  | 465  | 505  | 498  | 509  | 496  | 496  |

| 1901 | 1906 | 1911 | 1921 | 1926 | 1931 | 1936 | 1946 | 1954 |
| ---- | ---- | ---- | ---- | ---- | ---- | ---- | ---- | ---- |
| 443  | 406  | 395  | 363  | 349  | 366  | 365  | 313  | 314  |

| 1962 | 1968 | 1975 | 1982 | 1990 | 1999 | 2006 | 2008 | 2013 |
| ---- | ---- | ---- | ---- | ---- | ---- | ---- | ---- | ---- |
| 301  | 325  | 321  | 278  | 262  | 246  | 254  | 256  | 283  |

| 2018 | 2022 | - | - | - | - | - | - | - |
| ---- | ---- | - | - | - | - | - | - | - |
| 272  | 279  | - | - | - | - | - | - | - |

## Lieux et monuments

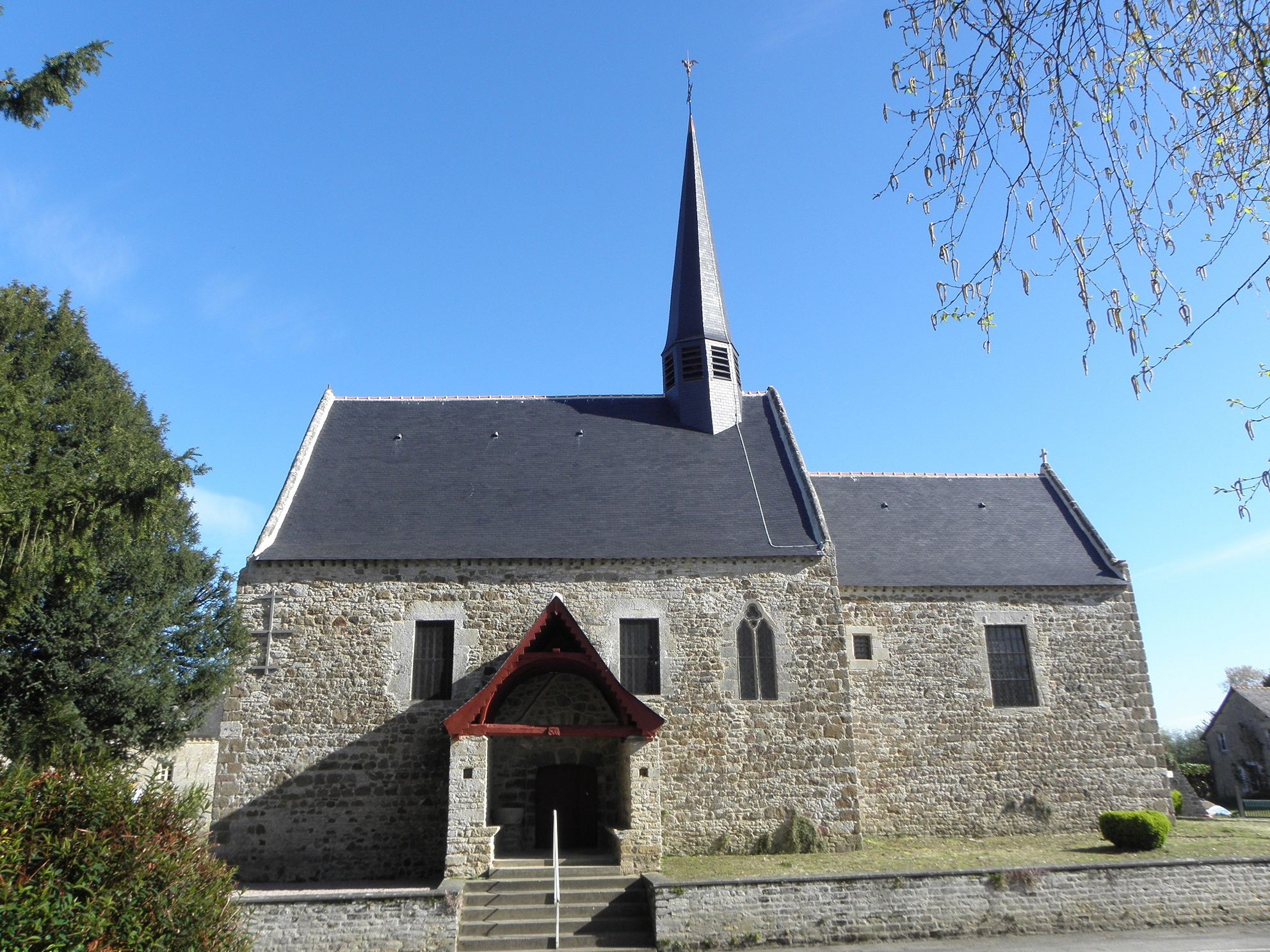
L'église paroissiale Sainte-Agnès de Tréfumel.

- L'église Sainte-Agnès, comportant des éléments datant du XIe siècle, est faite de moellons en calcaire du Quiou ou en granit de Bécherel, pour ses élévations. Le portail datant du XVIe siècle est en granit de Languédias[25]. L'église est inscrite en 1964 au titre des monuments historiques[26].

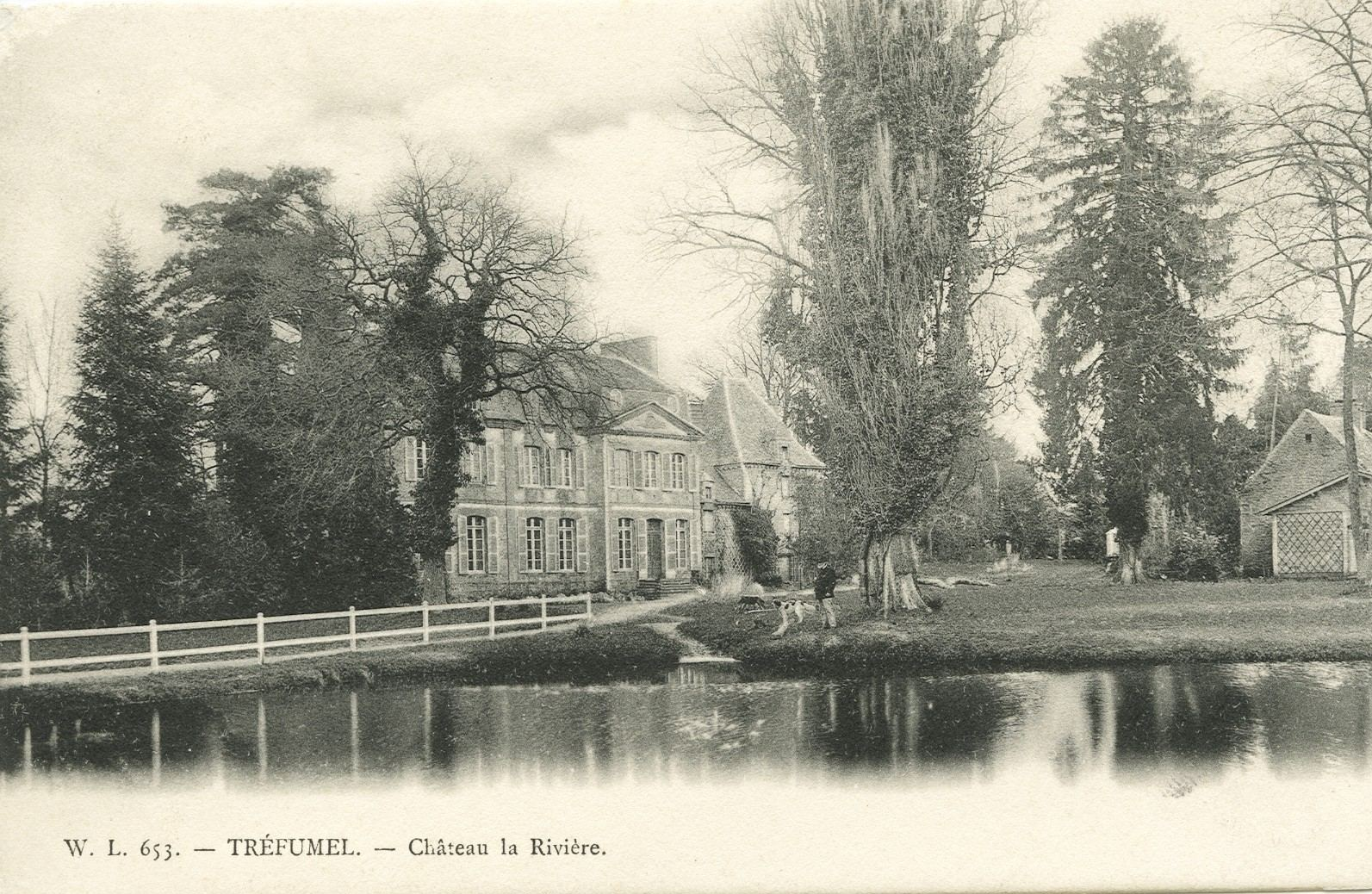
Château la Rivière (début XXe siècle).

- Château la Rivière (début XXe siècle).Le château de la Rivière-Bintinaye : reconstruit pour Gilles François de La Bintinay, Vicomte de Rougé au XVIIIe siècle.
- La Maison des Faluns, centre d'interprétation et de découverte de la mer des Faluns, roche calcaire formée il y a 15 millions d'années par l'accumulation de coquillages[27].
- Plusieurs maisons de maître ont été construites au XVIIe[28].

## Personnalités liées à la commune
- Gilles François de la Bintinaye - Greffier aux États de Bretagne - 1750.
- Jean Lebranchu, ancien maire de Tréfumel, maire honoraire de Tréfumel, instituteur, grand résistant alias Commandant Helen, Commandant FFI à l'État-Major Côtes-du-Nord, survivant héroïque du massacre des nazis avec l'aide de la milice bretonne Perrot à l'école publique d'Uzel (22) chevalier de la légion d'Honneur[29],[30].